# سرای فخر
سرای فخر مربوط به دوره صفوی است و در اصفهان، میدان نقش جهان، بازار بزرگ، بازار گلشن واقع شده و این اثر در تاریخ ۲۳ شهریور ۱۳۸۲ با شمارهٔ ثبت ۱۰۲۳۵ به‌عنوان یکی از آثار ملی ایران به ثبت رسیده است.